# Melchiorre Trevisan
Melchiorre Trevisan (Venezia, 1434 – Cefalonia, 7 luglio 1500) è stato un generale e ammiraglio italiano e provveditore del Senato della Repubblica di Venezia..

## Biografia

Stemma Trevisan

Partecipò alla Battaglia di Fornovo (1495) come provveditore del senato veneto contro Carlo VIII di Francia.

Dal settembre 1499, fino alla sua morte, come provveditore generale della flotta veneta comandò le operazioni della flotta veneta nel mare di Corfù e Patrasso tentando inutilmente di impedire l'unione delle due flotte ottomane presenti nell'area e con azioni militari contro gli arsenali di Volos e di Prevesa.

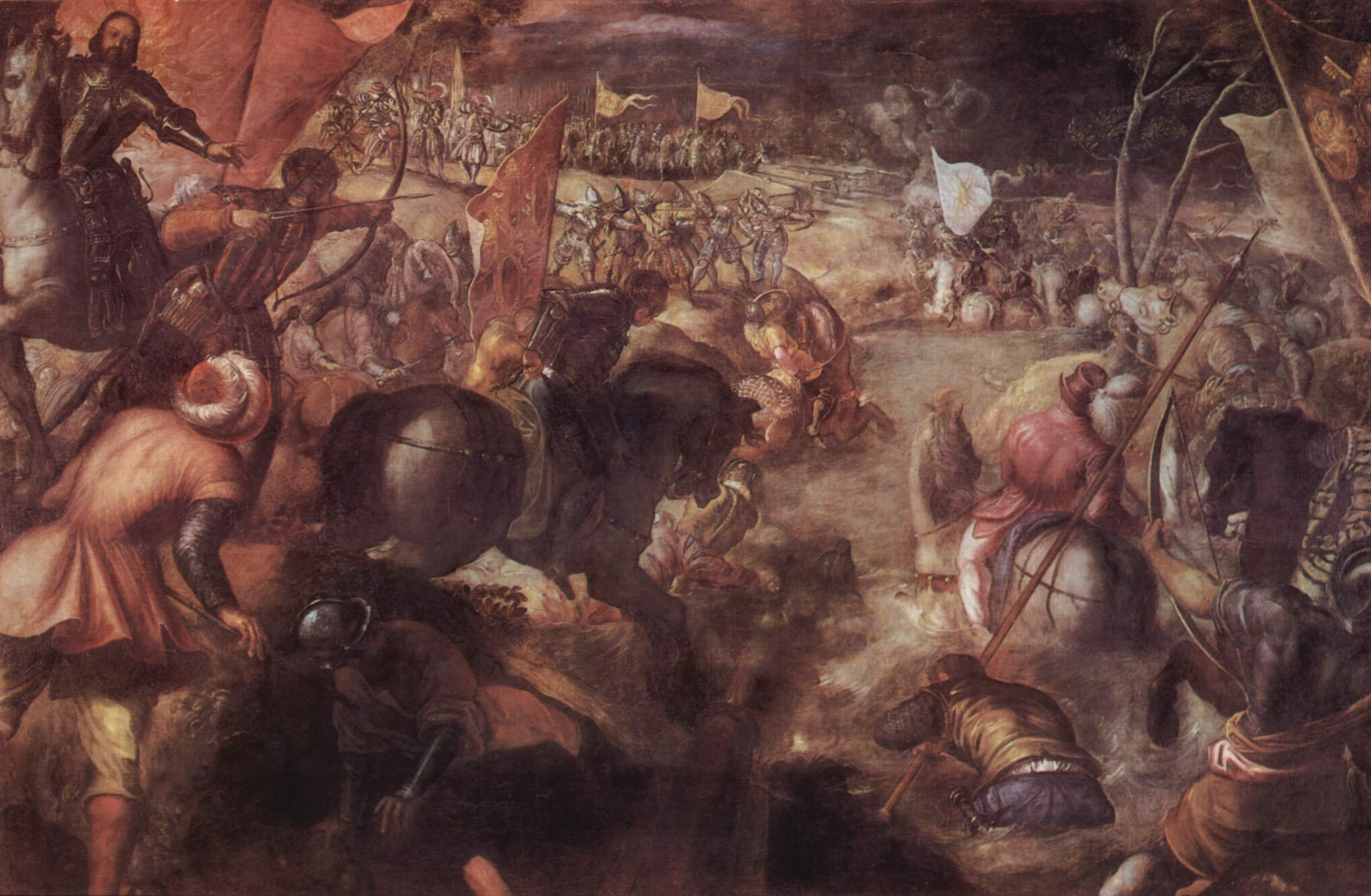
Tintoretto, Battaglia del Taro, 1579

Gli viene attribuita la costruzione del Palazzo Cappello Trevisan in Canonica a Venezia, ubicato dietro il Palazzo ducale.
Il suo monumento funebre a Venezia, una statua attribuita a Lorenzo Bregno, è visibile nella cappella di san Michele della Basilica di Santa Maria Gloriosa dei Frari. La chiesa custodisce una reliquia proveniente dalla chiesa di S. Cristina Costantinopoli: un'ampolla di cristallo con balsamo avente, secondo la leggenda, alcune gocce del sangue di Cristo raccolte da Maria Maddalena. Il Trevisan si impossessò dell'oggetto nel 1479, donandola quindi ai Frari il 19 marzo 1480 al suo ritorno in laguna.
Morì alle 3 di notte del 7 luglio 1500 di malaria su una galea al largo di Cefalonia.